# Фея Кромміонська
Фея (Файя, дав.-гр. Φαια, «сіра») — персонаж давньогрецьких міфів. За найпоширенішою легендою — величезна дика свиня, порождена Єхидною и Піфоном. Файя наводила жах на мешканців Кромміона, що на Істмійському перешийку, — звідки її друге прізвисько — грец. Ὑς Κρομμυων, «кромміонська свиня».
За іншими версіями Феєю звали стару, що виростила цю свиню, або ж розбійницю, колишню повію, що тероризувала зі своїми спільниками всю округу. Проте в усіх варіантах міфу — і свиню, і розбійницю — здолав герой Тесей. (Зображення: ).
За деякими переказами Файя народила Калідонського вепра.